# بامپتون، کامبریا
بامپتون، کامبریا (به انگلیسی: Bampton, Cumbria) یک روستا و محله مدنی در بریتانیا است که در منطقه ادن واقع شده‌است. بامپتون ۳۷۳ نفر جمعیت دارد.